# 礦泉泳場
23°09′46″N 113°15′14″E / 23.162664°N 113.253914°E

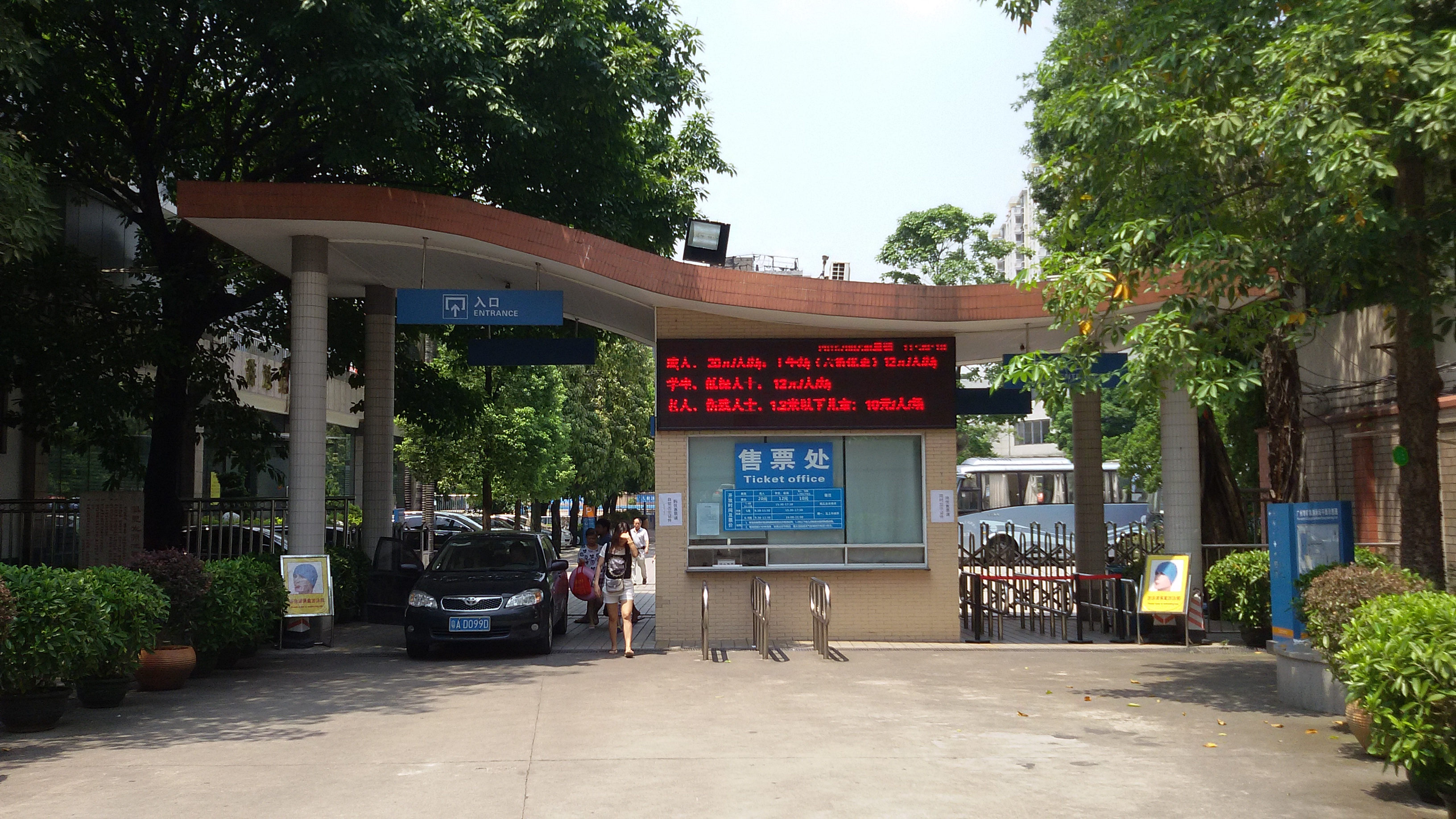
大門

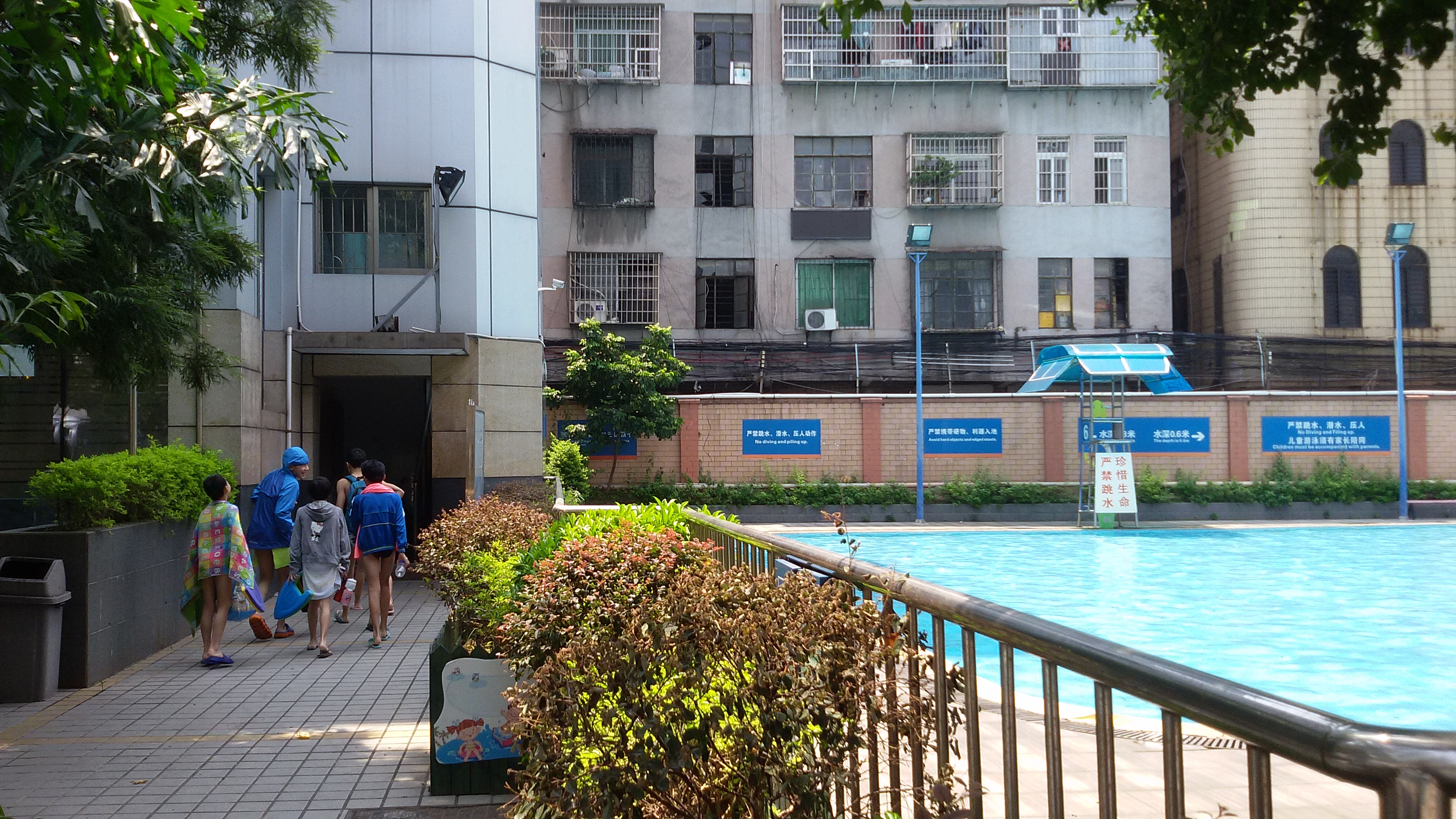
兒童池和訓練池之間的宿舍通道

礦泉泳場，亦称礦泉游泳場，是中华人民共和国廣東廣州的大型泳池，1959年7月動工，1960年5月建成并開放，位于越秀區三元里大道497號（北站路及三元里大道交界西南方，北環高速公路及機場高速公路交界西南方）。
礦泉泳場是全廣州唯一使用純天然礦泉水的泳場，有「羊城第一泉」的稱号，池水全部出自801米深的地下天然優質温泉。

## 历史
1950年代初期，廣東省長陳郁非常關注廣州地區的文明建設，后来成立中山醫學院礦泉研究室研究礦泉水的質量。經專家認證，確定三元里地區礦泉水品质最佳，決定于1958年在三元里近機務段和沙涌南一帶修建廣州市第一个泳場。1959年7月泳場正式動工；1960年5月建成并開業。開業初期称温泉泳場，当时只有50×25米的水池及一些簡單設施。1964年6月，廣州市委為保護礦泉的生態而在泳場内立碑公告保護，1978年正式改称为礦泉泳場。1979年增建35×25米的水球池。1981-1984年进行擴建及改建工程，重新修建輪滑場。1986年修建了兒童池。1987年，由於廣州地區辦六运会，泳場修建兩個25×13米的室內訓練池作訓練及短池比賽用途。
2012年4月13日，泳場宣佈閉館改造，在2012年9月1日正式動工；当时正值夏天，由於泳場閉館令很多泳客反對，泳場方承諾于6月15日至8月19日開放，其它日期将不對外开放至2013年6月28日止。